# Lachs (Fleisch)

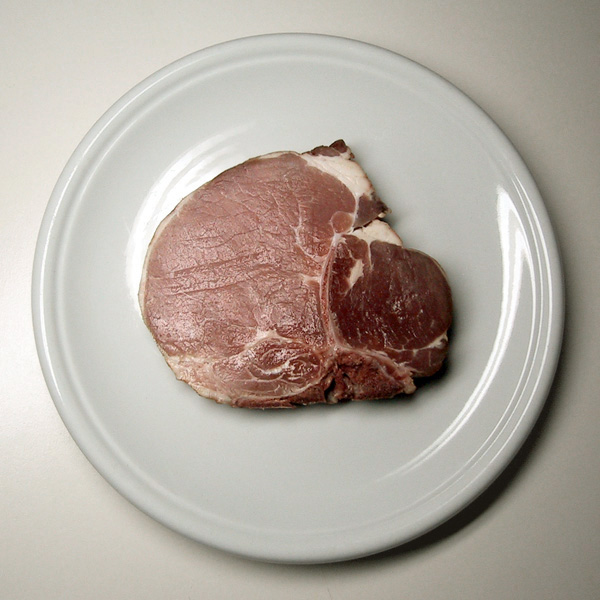
Gepökeltes Lendenkotelett vom Schwein, links Lachs, rechts Filet

Als Lachs wird küchensprachlich der Kernmuskel (langer Rückenstrecker, Musculus longissimus dorsi) des Rückens von Schlachttieren bezeichnet, besonders von Schweinen (Schweinelachs oder Lachsfleisch), Kälbern (Kalbslachs) und Lämmern (Lammlachs). Es ist Bestandteil des Rippenstücks oder Kotelettstrangs. Lachs ist größer und heller als das ähnlich geformte, benachbarte  Filet, vergleichbar mager, seine Struktur ist jedoch etwas faseriger und trockener. Es ist frei von Sehnen, kann aber auf der Außenseite noch die dünne Silberhaut der Sehnenplatte tragen.
Lachs kann wie Steak (sogenanntes Minutensteak) oder im Ganzen zubereitet werden, meist kurzgebraten oder gegrillt, da es leicht trocken wird. Aus Schweinelachs wird auch Kasseler Lachsfleisch und Lachsschinken hergestellt.
Nach Richard Herings Lexikon der Küche hat sich die Bezeichnung Schweine„lachs“ eingebürgert, weil der Schweinerücken von allem Fett und Sehnen befreit wird („pariert“) und dann rosa aussieht.